# Giovanni Gozzi
Giovanni Gozzi   (Milà, 19 d'octubre de 1902 - Imperia, 11 d'agost de 1976) va ser un lluitador italià, especialista en lluita grecoromana, que va competir durant les dècades de 1920 i 1930.
El 1924 va prendre part en els Jocs Olímpics de París, on fou tretzè en la competició del pes gall del programa de lluita grecoromana. Quatre anys més tard, als Jocs d'Amsterdam, guanyà la medalla de bronze en la mateixa categoria del pes gall. La tercera i darrera participació en uns Jocs fou el 1932, a Los Angeles, on guanyà la medalla d'or en la categoria del pes ploma.
En el seu palmarès també destaquen tres medalles al Campionat d'Europa de lluita, una d'or, una de plata i una de bronze. En retirar-se passà a exercir tasques d'entrenador.